# 费尔泽水电站
费尔泽水电站是阿尔巴尼亚最大的水电站，提供全国20%的电力。

## 历史
1970年开始建设，14000人参与施工。中国援建，所有机械设备为中国制造。1978年首台机组发电。1980 全部机组发电。
黏土心墙堆石坝体积800万立方米，是当时欧洲第二高的同类型大坝。坝高167米（548英尺）坝顶长380米（1,250英尺）
4台立轴混流式水轮发电机组单机容量125 MW，由东方电机厂制造。发电机为3相13.8kV。升压变压器为13.8kV/242 kV。